# Jan Hendrik Hofmeyr
Jan Hendrik Hofmeyr (født 4. juli 1845, død 11. oktober 1909) var en politiker i Kapkolonien som var kendt som Onze Jan, "vor Jan" på hollandsk.
Hofmeyr var født i Cape Town og uddannet ved South African College. I tidlig alder vendte han sin opmærksomhed til politikken, først som journalist. Han var redaktør af Zuid Afrikaan til den blev indlemmet i Ons Land, og af Zuid Afrikaansche Tidjschrift. Gennem aner, uddannelse og sympatier var han en typisk hollandsk afrikaner og satte sig for at organisere den politiske magt til sine medborgere. Dette gjorde han meget effektivt, og da han i 1879 blev valgt til parlamentet i Kap fra Stellenbosch, blev han den reelle leder af hollændernes parti. Men han havde kun embedet i seks måneder som minister i Scanlen–regeringen fra maj til november 1881. Han havde ikke efter dette nogen officielle stillinger i kolonien, selv om han delte æren med Thomas Upington og Charles Mills i at repræsentere Kap ved den interkolonielle konference i 1887. Her støttede han forslaget om at give Kapkolonien ansvaret for forsvaret af Simon's Town, hvor bare bevæbning skulle gives af den imperielle regering. Ved kolonikonferencen i 1894 i Ottawa var han igen en af repræsentanterne fra Kap. Han var medlem af den sydafrikanske toldkonference i 1888 og 1889.